# Hugo Marques
Hugo Miguel Barreto Henriques Marques (Fão, 15 de janeiro de 1986) é um jogador de futebol profissional angolano que joga como goleiro no Atlético Petróleos de Luanda.

## Carreira em clubes
Nascido em Fão, Esposende, Portugal, de mãe angolana e pai moçambicano, Marques jogou principalmente em times de futebol de ligas inferiores no país, ingressando no sistema de base do FC Porto aos dezesseis anos e representando suas reservas como sênior por três anos. Ele apareceu em seis partidas da Segunda Liga pelo Gil Vicente F.C. na temporada 2007-08, sofrendo 12 gols.
Em 2011, Marques se mudou para Angola, onde jogou pelo Kabuscorp S.C.P. e C.D. Primeiro de Agosto. Ele recebeu a nacionalidade angolana pouco depois.[carece de fontes?]
Marques retornou a Portugal em 25 de julho de 2016, assinando um contrato de dois anos com o clube da segunda divisão S.C. Covilhã após um período de testes. No entanto, ele deixou o clube após apenas um ano, ingressando no S.C. Farense da terceira divisão.
Marques jogou todas as 24 partidas na temporada 2019-20 (encurtada devido à pandemia de COVID-19), quando o time do Algarve retornou à Primeira Liga após dezoito anos de ausência. Ele estreou na competição em 20 de setembro de 2020, quando entrou no segundo tempo como substituto de Rafael Defendi, que havia sido expulso, na derrota por 2 a 0 contra o Moreirense FC.

## Carreira internacional
Marques foi selecionado para a equipe de Angola que deveria participar do Campeonato Africano das Nações de 2012. No entanto, ele não fez nenhuma aparição no torneio, que resultou em eliminação na fase de grupos.